# فرانك مايلز داي
فرانك مايلز داي (بالإنجليزية: Frank Miles Day) هو مهندس معماري أمريكي، ولد في 5 أبريل 1861، وتوفي في 15 يونيو 1918.